# Tracey Thorn
Tracey Thorn (Brookmans Park, 26 september 1962) is een Britse singer-songwriter en schrijfster. Ze is vooral bekend als lid van het duo Everything But The Girl dat van 1982 tot 1999 actief was en begin 2023 een comeback maakte. In tussentijd bracht Thorn meerdere solo-albums en boeken uit.

## Vroege jaren
Thorn werd geboren in de graafschap Hertfordshire, in het oosten van Engeland. Ze groeide op in Hatfield en studeerde Engels aan de Universiteit van Hull, waar ze in 1984 haar diploma behaalde. Later deed ze nog een masteropleiding aan de Birkbeck College, onderdeel van de Universiteit van Londen.

## Muzikale carrière

### Beginjaren
Voordat ze met haar latere echtgenoot Ben Watt het duo Everything But The Girl vormde, zat Thorn in verschillende bands. In de periode 1979-1980 maakte ze onderdeel uit van de groep Stern Bops. Van 1980 tot 1983 bracht ze als een van de Marine Girls twee albums en drie singles uit.
Aan de Universiteit van Hull leerde ze Watt kennen. Los van elkaar tekenden ze een contract bij het platenlabel Cherry Red Records. In 1982 verscheen Thorns debuutalbum A Distant Shore. Twee jaar later volgde Eden, het eerste gezamenlijke album van Everything But The Girl. Hun grootste succes kwam echter pas in 1995. Toen remixte de Amerikaanse dj Todd Terry het nummer 'Missing', dat afkomstig is van het album Amplified Heart (1994). De single bereikte in vele landen de top 10.
In 1999 stopten Thorn en Watt als duo. Ze gingen ieder hun eigen weg terwijl ze een koppel bleven vormen. In november 2022 maakten ze via social media bekend dat ze hun eerste album in 24 jaar hadden opgenomen. Fuse verscheen in april 2023.

### Soloprojecten
Thorns eerste soloproject was A Distant Shore (1982). Tijdens de beginjaren van Everything But The Girl zong Thorn ook samen met de bands The Style Council, The Go-Betweens, Working Week en Lloyd Cole and the Commotions.
In de jaren '90 werkte ze samen met Massive Attack aan verschillende projecten, waaronder de soundtrack voor de film Batman Forever. Hun eerste gezamenlijke nummer was 'Protection' van het gelijknamige album. Ook schreef Thorn mee aan het nummer 'Better Things', waarin ze eveneens te horen is.
25 jaar na het verschijnen van haar debuutalbum kwam Thorn in maart 2007 met de opvolger Out of the Woods. Het album werd geproduceerd door Ewan Pearson en uitgebracht door Virgin Records. Ook voor Love and Its Opposite, dat in mei 2010 uitkwam, nam Pearson de productie voor zijn rekening. Dit album werd uitgebracht door Strange Feeling, het platenlabel van Thorns echtgenoot Watt. Samen met Pearson nam Thorn twee jaar later het kerstalbum Tinsel and Lights op. In het nummer 'Joy' zijn ook haar echtgenoot en kinderen te horen. In de jaren die volgden werkte het tweetal aan het album Record (2018).

## Literair werk
In februari 2013 verscheen Thorns autobiografie Bedsit Disco Queen: How I grew up and tried to be a pop star. In het politieke en culturele tijdschrift New Statesman was Thorn van 2014 tot en met de lente van 2022 de vaste columnist. In 2015 verscheen Thorns tweede boek Naked at the Albert Hall, dat over muzikanten en zingen gaat. Haar memoires Another Planet: A Teenager in Suburbia verscheen in 2019. Twee jaar later kwam Thorn met haar vierde boek My Rock 'n' Roll Friend, dat gaat over haar vriendschap met Lindy Morrison van de band The Go-Betweens en hun ervaringen als vrouwelijke muzikanten in een door mannen gedomineerde wereld.

## Privéleven
Thorn heeft een relatie met multi-instrumentalist Ben Watt. Na 28 jaar een koppel te zijn geweest, trouwde het stel in 2009. Ze hebben drie kinderen, waaronder een tweeling. Het gezin woont in Hampstead, in het noorden van Londen.

## Discografie

### Studioalbums
- 1982: A Distant Shore
- 2007: Out of the Woods
- 2010: Love and Its Opposite
- 2012: Tinsel and Lights
- 2018: Reocrd

### Extended plays
- 2010: Opposites EP
- 2011: You Are A Lover EP
- 2011: Night Time EP
- 2014: Molly Drake Songs

### Compilaties
- 2011: Extended Plays 2010-2011
- 2015: Solo: Songs and Collaborations 1982-2015